# Дуб (Великописарівський район)
Пам'ятка природи «Дуб» (Сумщина) — об'єкт природно-заповідного фонду, що був оголошений рішенням Сумського Облвиконкому № 219 15.04.1975 року на землях Охтирського лісгоспзагу (Великописаревське лісництво, квартал 2). Адміністративне розташування — Великописарівський район, Сумська область.

## Характеристика
Площа — 0,01 га.
Об'єкт на момент створення був унікальним дубом, 300 років.

## Скасування
Рішенням Сумської обласної ради № 227 10.12.1990 року пам'ятка була скасована.
Скасування статусу відбулось з причини висихання дерева.
Вся інформація про створення об'єкта взята із текстів зазначених у статті рішень обласної ради, що надані Державним управлянням екології та природних ресурсів Сумської області Всеукраїнській громадській організації «Національний екологічний центр України».